# Malacky
Malacky (deutsch Malatzka – veraltet auch Kirchlee/Kyrchle, ungarisch Malacka) ist eine Bezirksstadt im äußersten Westen der Slowakei. Sie liegt zirka 35 Kilometer von der Hauptstadt Bratislava entfernt und ist eines der Zentren der Region Záhorie. Sie stellt außerdem das kulturelle und wirtschaftliche Zentrum für die Gemeinden in der näheren Umgebung dar und ist Hauptstadt des Bezirkes Malacky.

## Geschichte
Die Kleinstadt wurde 1231 zum ersten Mal urkundlich erwähnt, damals kam das Gebiet in den Besitz der Grafen von Pezinok (Bösing). Die Gegend war ab dem Spätmittelalter bis weit in die Türkenzeit hinein mehrheitlich von Deutschen besiedelt. Durch die weitgehende Entvölkerung des Gebietes im Zuge der Türkenkriege kam es nach dem Ende der Kriegswirren zu einer starken slowakischen Einwanderung in das entvölkerte Gebiet. 1808 brannte der Ort ab. 1880 (Volkszählung) hatte die Stadt noch 17,2 % deutsche Einwohner, 1930 (Volkszählung) noch 5,0 %. 1945/46 wurde auch diese deutsche Restbevölkerung von der ČSR-Regierung (Beneš-Dekrete) nach Österreich und Deutschland vertrieben. Bis 1918 war die Stadt ein Teil des Königreichs Ungarn, danach mit Unterbrechung im Zweiten Weltkrieg bis 1992 ein Teil der Tschechoslowakei. 1939–1945 befanden sich in der Stadt einige Dienststellen der Schutzzone des Deutschen Reiches in der Slowakei.

## Gemeindepartnerschaften
Malacky unterhält Partnerschaften mit folgenden Städten und Gemeinden:
- Albertirsa, Ungarn
- Gaggiano, Italien
- Gänserndorf, Österreich
- Szarvas, Ungarn
- Veselí nad Moravou, Tschechien
- Żnin, Polen

## Bevölkerung
| Jahr:                | 1994.  | 2004.   | 2014.   | 2024.   |
| -------------------- | ------ | ------- | ------- | ------- |
| Anzahl der Personen: | 17.753 | 17.858  | 17.135  | 18.810  |
| Unterschied:         |        | +0,59 % | -4,04 % | +9,77 % |

| Jahr:                | 2023.  | 2024.   |
| -------------------- | ------ | ------- |
| Anzahl der Personen: | 18.804 | 18.810  |
| Unterschied:         |        | +0,03 % |

## Sehenswürdigkeiten
Im Jahr 1653 wurde anstelle des Renaissance-Schlosses ein Klosterbau mit Kirche errichtet. Dieser Bau wird von einer Wehrmauer mit vier Türmen umgeben. Die Anlage wurde 1760 und 1890 umgebaut und nach einem Brand im Jahre 1928 wiederhergestellt. Im Franziskanerkloster zu Malacky befindet sich die Familiengruft der Familie Pálffy.
Im Ort gibt es das Pálffy-Schloss, das 1624 erbaut und 1808 nach dem Großbrand des Ortes klassizistisch umgestaltet wurde; es ist von einem Park umgeben und wurde zuletzt als Krankenhaus genutzt. Seit 2007 ist es Besitz der Stadt Malacky. Der Besitz gehörte vom 17. bis ins 20. Jahrhundert den Fürsten und Grafen Pálffy und war für seine Schleppjagden auf dem sandig-ebenen Terrain bekannt. In den 1920er Jahren wurde auf dem Gutsland in Záhorie ein Militärübungsplatz angelegt.
Die Synagoge im Ort wurde 1886 im maurischen Stil errichtet.
Der Ort besteht aus den zwei Stadtteilen Malacky und Vinohrádok.

## Wirtschaft
Der schwedische Möbelhersteller IKEA verfügt in Malacky seit 1998 über ein großes Sägewerk und eine Möbelfabrik, die von der Tochtergesellschaft IKEA Components betrieben wird. Die Luftstreitkräfte betreiben 10 km südöstlich den gleichnamigen Militärflugplatz.

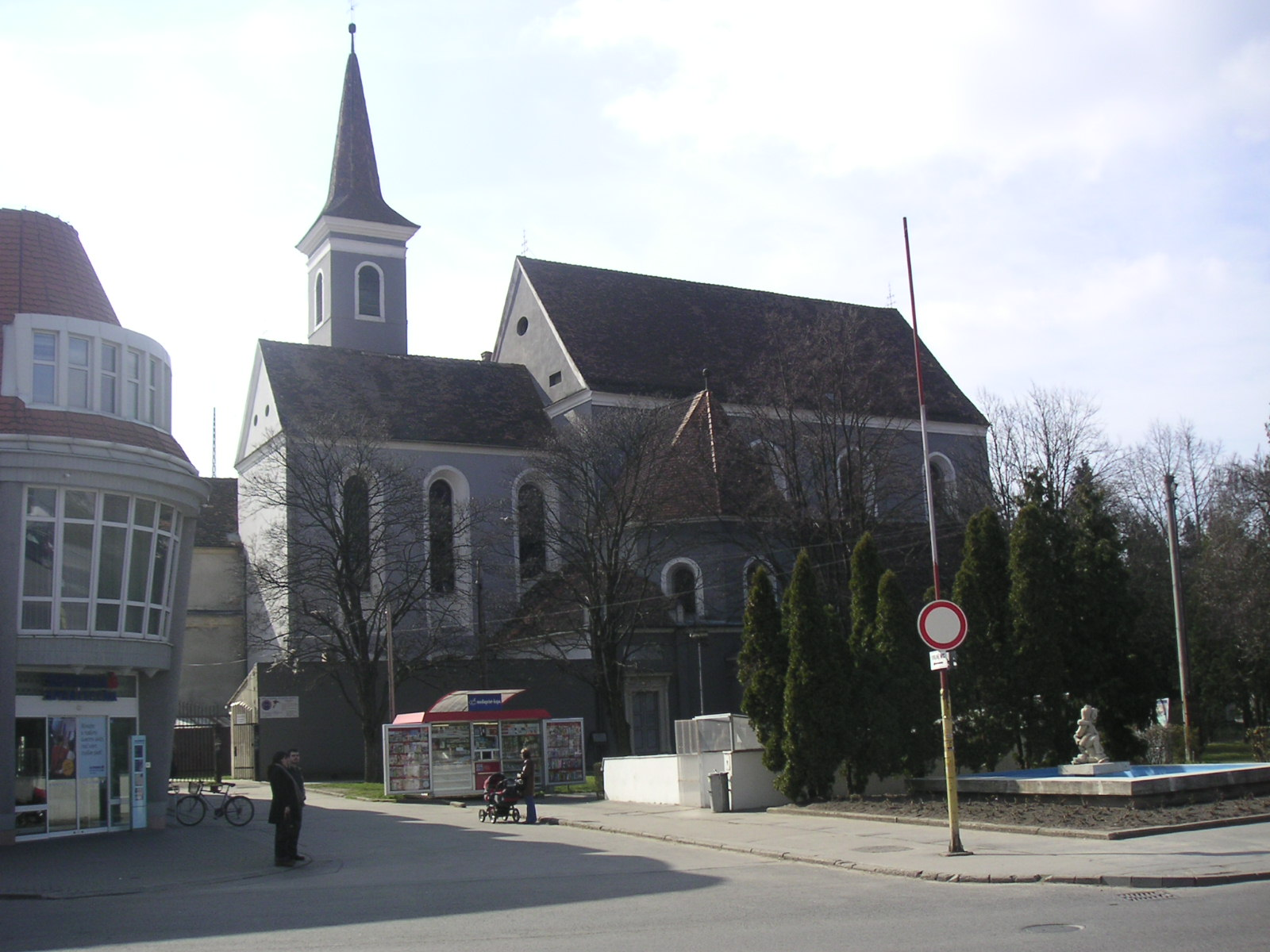
Blick auf den Klosterbau mit Kirche
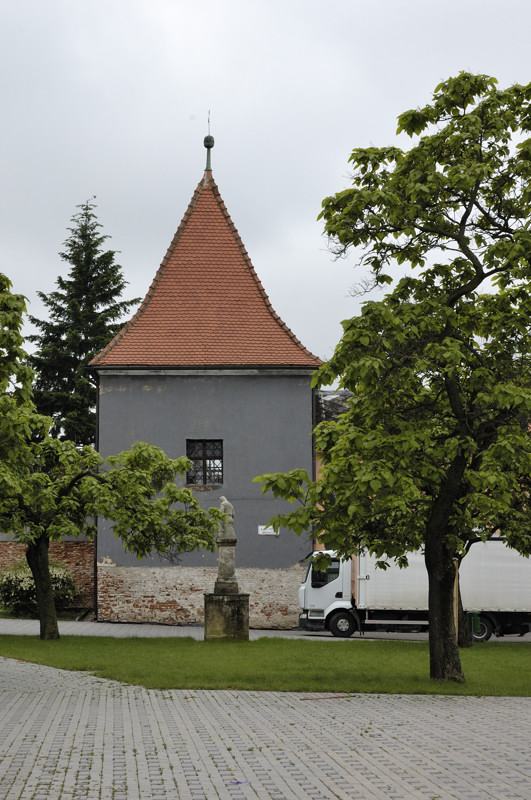
Turm
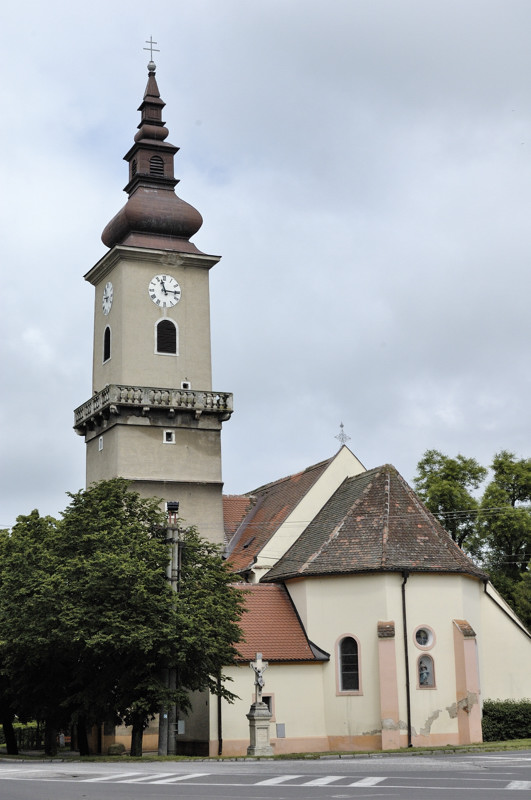
Trinitatiskirche
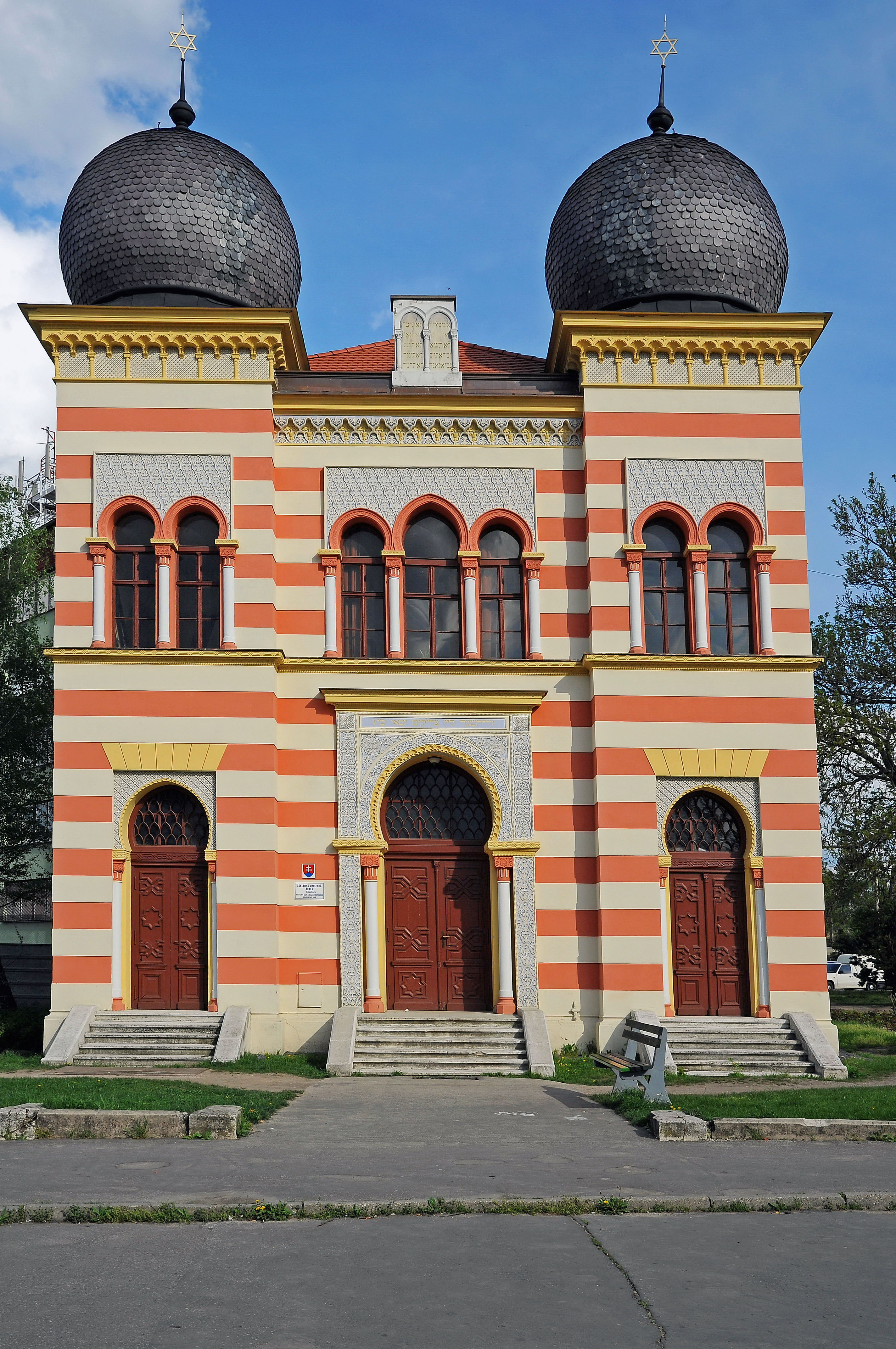
Synagoge
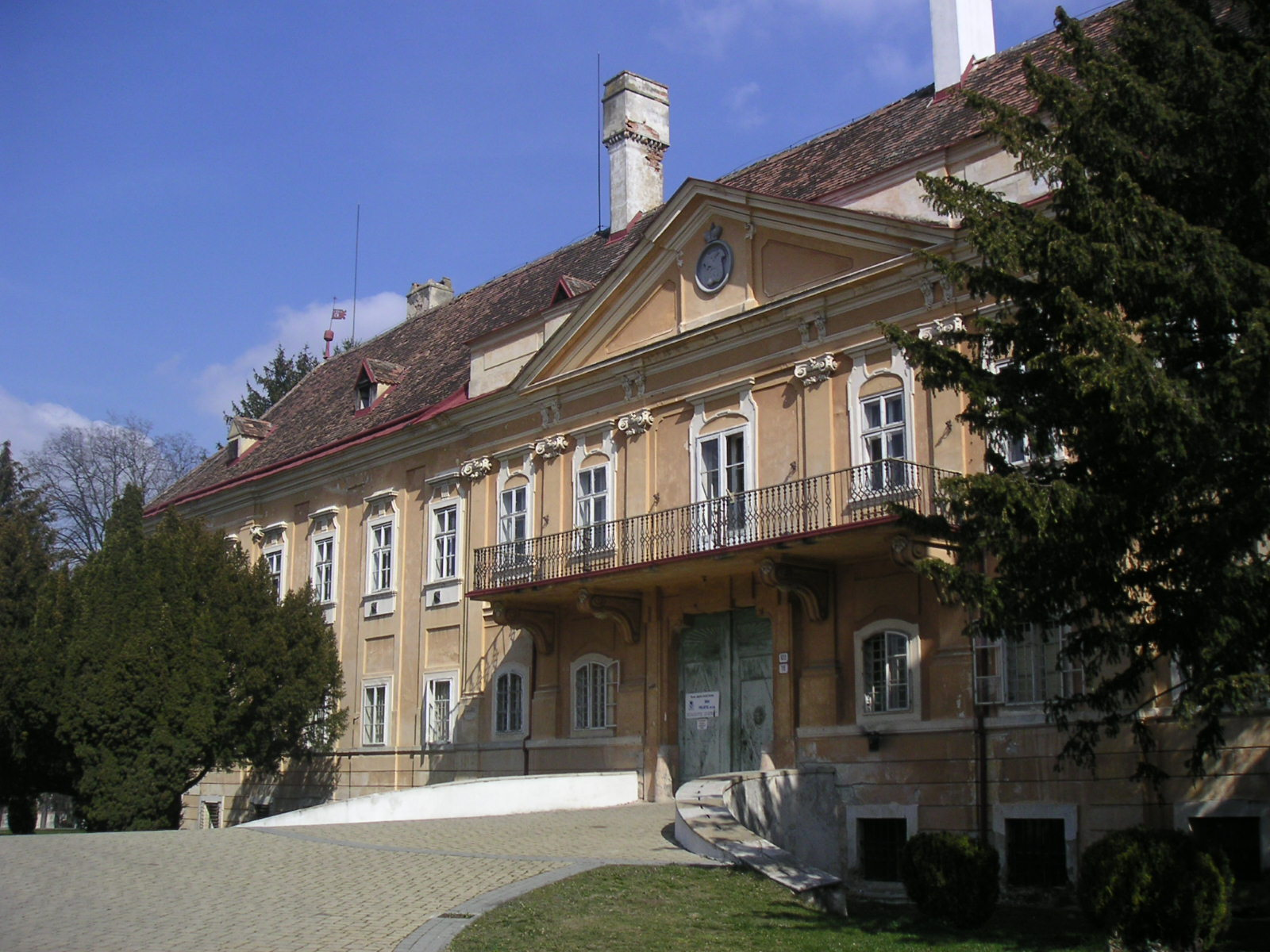
Eingang des Pálffy-Schlosses
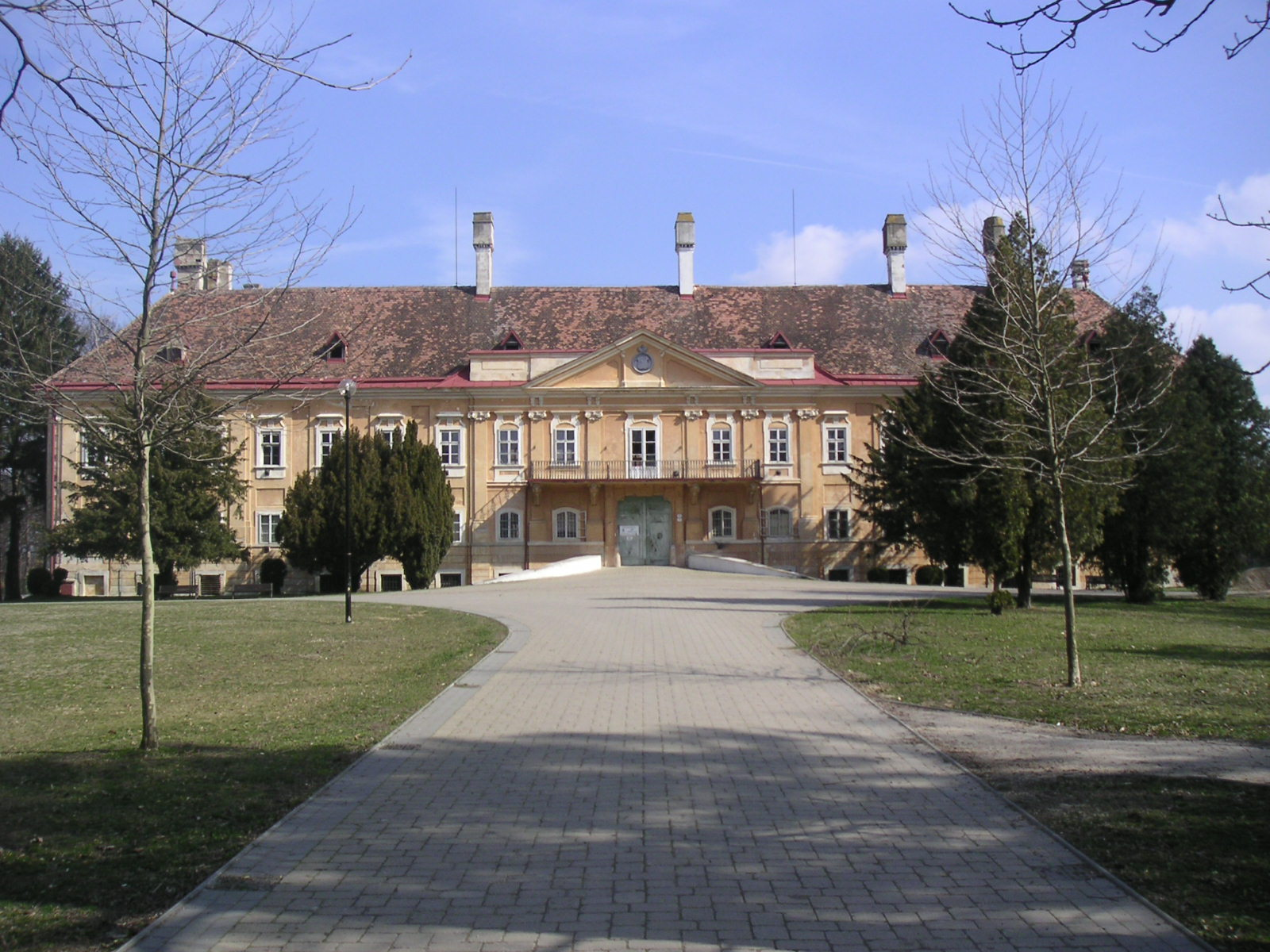
Frontansicht des Schlosses

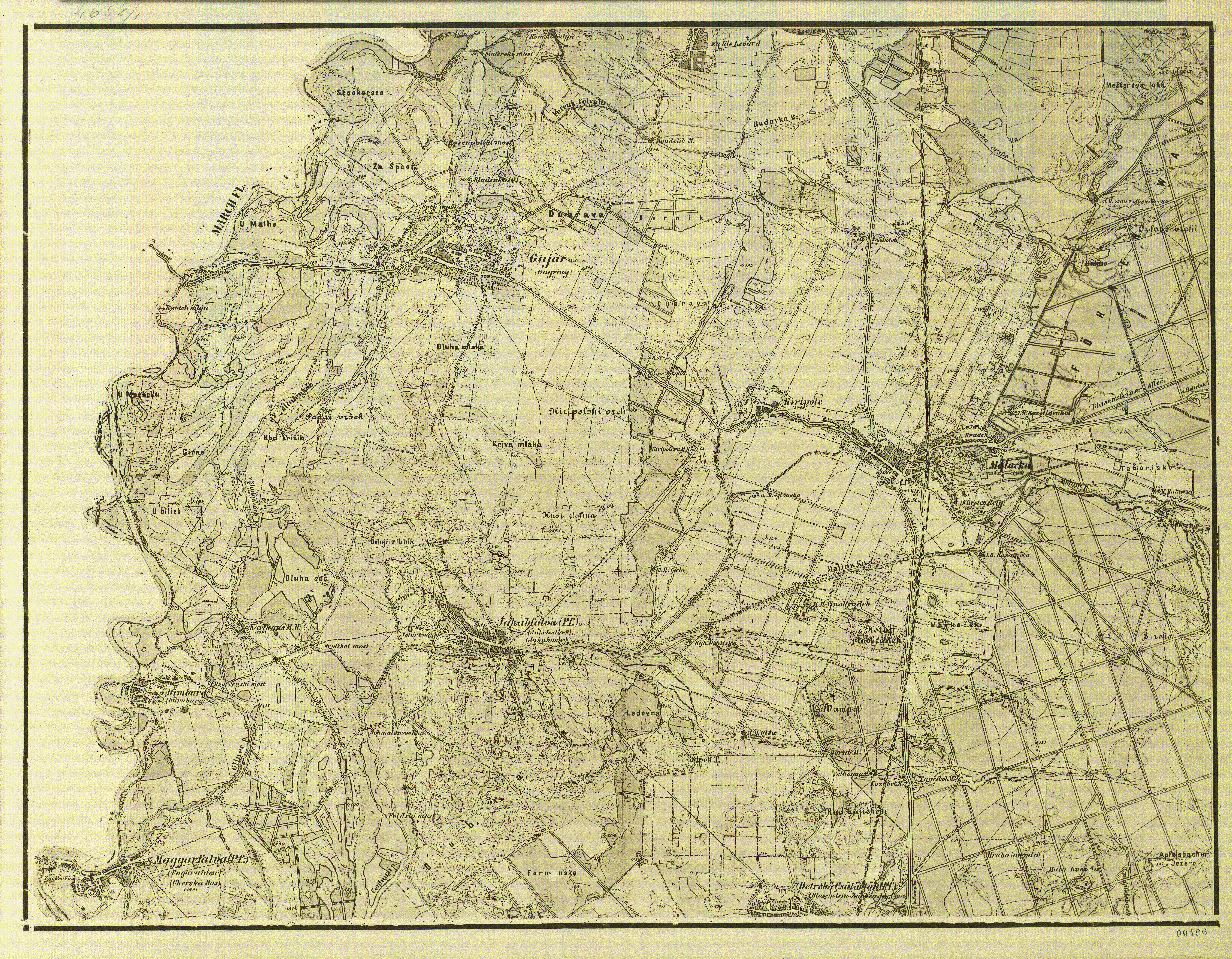
Das damalige Malacka (Mitte rechts) und seine Umgebung, um 1873 (Aufnahmeblatt der Landesaufnahme)

## Persönlichkeiten
- Ludwig Angerer (1827–1879), Photograph und Pharmazeut
- Viktor Angerer (1839–1894), Photograph
- Peter Bartalský (* 1978), Fußballspieler
- Martin Benka (1888–1971), Künstler
- Štefan Lux (1887–1936), Künstler, Journalist, antifaschistischer Aktivist
- Karol Machata (1928–2016), Schauspieler
- Soňa Norisová (* 1973), Schauspielerin
- Leopold Ramsauer (1874–1916), Architekt
- Ernst Wiesner (1890–1971), Architekt